# Isolation - La fattoria del terrore
Isolation - La fattoria del terrore (Isolation) è un film del 2005 diretto da Billy O'Brien.
Pellicola horror che ha preso parte al Fantastic Fest nel settembre 2006; negli Stati Uniti è uscita direttamente in formato DVD il 28 giugno 2007.

## Trama
(Dan)
Dan Reilly, un contadino che lavora in una fattoria di sua proprietà, chiamata appunto "Dan Reilly", viene contatto da un'azienda biogenetica che ha l'intenzione di fare alcuni esperimenti sugli animali, per rendere la crescita del bestiame più veloce. Dan, non potendo ignorare la grave situazione finanziaria della fattoria, decide di far condurre esperimenti sul suo bestiame.
Olga, la veterinaria, pagata dal capo dell'organizzazione biogenetica, John, controlla ogni giorno gli animali. Un giorno, controllando un vitello, qualcosa le morde la mano. Spaventata dalle possibili conseguenze degli esperimenti, la donna consiglia di abbattere il vitello, ma John si oppone. Dan, ansioso dell'attuale situazione, decide di far controllare il vitello e scopre che è pronto per far nascere il figlio. Non potendo fare nulla da solo, l'uomo chiede aiuto a Jamie e Mary, due ragazzi che abitano nei pressi della fattoria in una roulotte, fuggiti dal loro paese natale. I tre riescono a far nascere il nuovo animale, ma il neonato sembra avere caratteristiche uniche e un'alta predisposizione, ossia quella a mangiare la carne umana: infatti morde Dan.
Olga, saputo del neonato deformato, decide di abbatterlo. Riuscendoci soltanto dopo vari tentativi per via della sua resistenza. Tuttavia, quando Olga e Dan controllano i suoi organi scoprono una composizione scheletrica deformata e un feto che sembra rimanere in vita nonostante la morte della madre. Il giorno dopo Jamie e Mary aiutano Dan a disinfettare la ferita. Mentre Mary e Dan si trovano da soli, la ragazza gli confessa che è scappata di casa per poter amare Jamie in santa pace, ma se i suoi fratelli li trovassero, ucciderebbero il ragazzo. Intanto Olga scompare: la sua macchina è stata ritrovata più avanti della fattoria.
Dan scopre che Olga è tornata indietro nella fattoria la sera della sua scomparsa. John, facendo un'analisi dei dati della veterinaria, scopre l'esistenza di una nuova specie di animali. Uno dei "mostri" attacca Mary, ma i ragazzi riescono a catturarlo. John è costretto a dichiarare la quarantena per catturare l'ultimo animale - il vitello ha dato vita a sei mostri, cinque dei quali catturati e uccisi. I ragazzi trovano il corpo di Olga, John, esaminandolo, scopre che il mostro è in grado di infettare anche gli umani, facendoli diventare mutanti. Di conseguenza il virus non deve lasciare la fattoria e tutti gli infetti devono essere eliminati.
John uccide Jammie e ne nasconde il corpo. Lo stesso uccide anche il secondo vitello modificando biologicamente. Dan diventa improvvisamente violento e aggredisce John, incolpandolo della fatiscenza della fattoria e della morte di Olga. John, dal canto suo, gli rivela che non può lasciare la fattoria e lo ferisce. Il capo dell'organizzazione cerca di raggiungere anche Mary, ma quando sta per ucciderla viene travolto dal mostro e ucciso. I due rimasti riescono ad uccidere il mostro, ma Dan rivela a Mary di non poter lasciare la fattoria.
Tempo dopo, in ospedale, Mary è incinta e guarda nello schermo sua figlia. Il dottore le dice che non deve assolutamente preoccuparsi, visto che la bambina è assolutamente normale. Tuttavia, nella radiografia, appare un altro dei mostri che si credevano sconfitti.

## Accoglienza
Rotten Tomatoes riporta che la pellicola ha ricevuto il 67% di critiche positive, con un punteggio di 6.2/10.